# Astronomía en América Latina

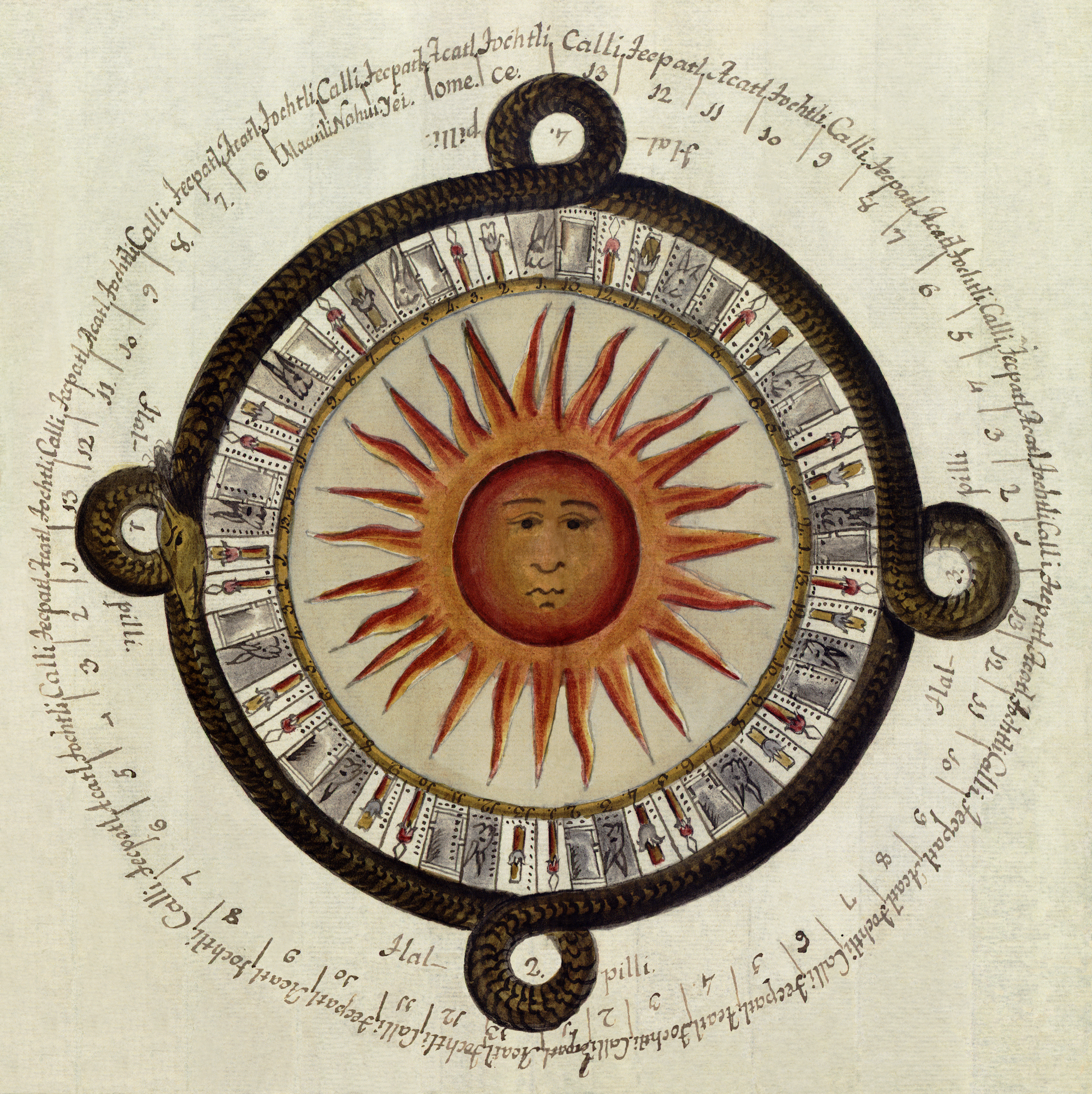
Ilustración de la Piedra del Sol por Antonio de León y Gama.

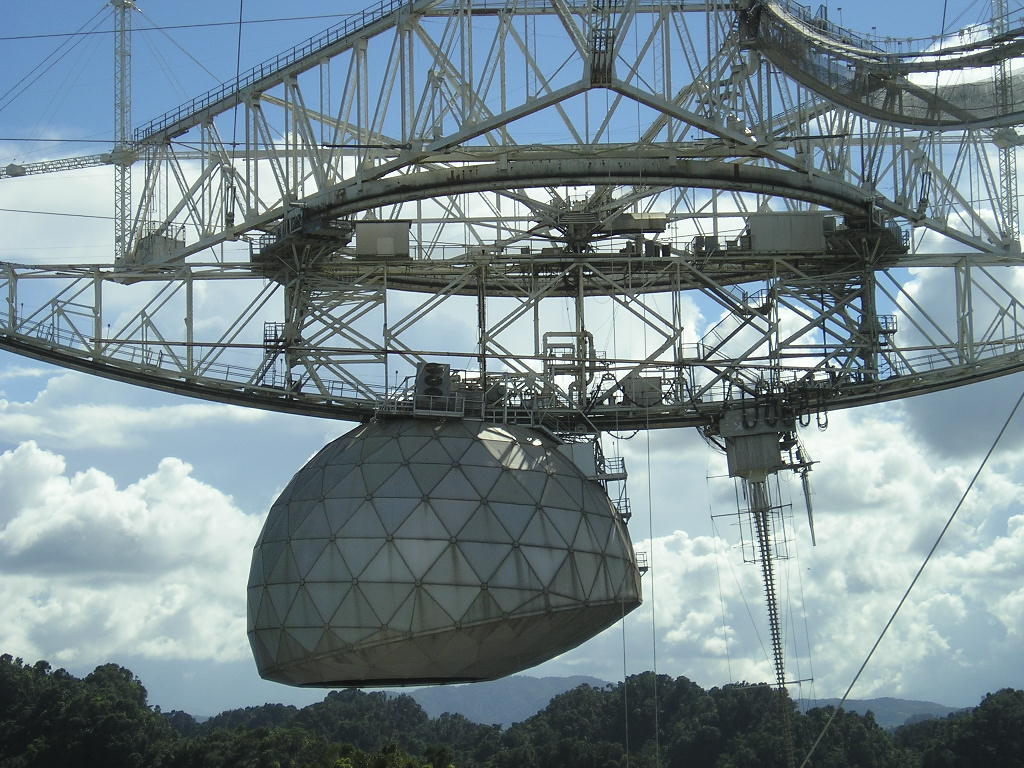
El radiotelescopio de Arecibo, Puerto Rico. Con 300 metros de diámetro, fue uno de los radiotelescopio más grande del mundo.

Suele considerarse a los mayas como primeros responsables en los estudios de los astros en la América precolombina, siglos antes de Cristo. Uno de los mayores logros de la cultura maya ha sido las cuentas de tiempo impresas en su calendario hacia el 3114 a. C. como fecha inicial. El calendario solar maya era más preciso que el gregoriano según algunas investigaciones, y eran estudiosos en la periodicidad de los eclipses.
Las civilizaciones mesoamericanas construyeron numerosos centros administrativos y ceremoniales y erigieron numerosos monumentos. Estos reflejan el conocimiento astronómico y la experiencia en numeración y calendarios que estas civilizaciones poseyeron.
Buenaventura Suárez fue el primer astrónomo latinoamericano, analizó el comportamiento de los satélites de Júpiter, Marte, la trayectoria de Venus, la superficie de la Luna y los anillos de Saturno.
A fines del siglo XVIII Antonio de León y Gama descubrió la Piedra del Sol
, un calendario solar de gran exactitud astronómica creado por los aztecas en el período posclásico mesoamericano. Para esa época, era creado el primer observatorio astronómico de América, en Santa Fe, para la Expedición Botánica de la Nueva Granada, encomendada a Celestino Mutis, siendo su primer director Francisco de Caldas.
La meteorología – que para entonces era parte de la astronomía – no era una disciplina desconocida en América Latina, pues desde finales del siglo XVIII ya se realizaban en La Habana, Cuba, eventuales mediciones de la temperatura, la lluvia, la presión atmosférica y observación de las nubes.
Actualmente, Chile posee el 40 % de la observación astronómica en el mundo.